# 西本町 (館林市)
西本町（にしほんちょう）は、群馬県館林市の町名。郵便番号は374-0065。面積は0.15km2。

## 地理
東は本町一丁目、南は仲町、北は代官町、西は大街道一丁目に接している。

## 歴史
1969年（昭和44年）11月1日に第二次住居表示が実施され、大字館林字鞘町・塚場町・木挽町と、代官町の一部が合併し西本町となった。

### 旧館林城下町名の歴史

#### 鞘町(さやちょう)
鞘師の居住地域であったことが町名の由来。
延宝2年（1764年）の「館林城下町図」に町名が見える。『館林記』に残る記録では、萱葺家が32軒、男63人、女47人、馬1頭であった。「館林町先規之次第覚書」によると、延宝9年（1771年）には町内に研屋4人、鞘師3人、金具屋3人、柄巻屋1人が住み、同年の職役は120人と定められていた。宝永7年（1710年）頃編集とみなされている「万聞書（よろずききがき、山田文書）」では、家屋36軒中、山伏1軒、研屋2軒、柄巻屋1軒、鞘師3軒であったという。弘化3年（1846年）の「町方引渡帳（『館林藩史料』）」では、町の長さ263m程度（2町25間余）、家数25軒、その他に町役人無役屋敷が1軒あった。嘉永元年（1848年）の『館林城下絵図』では、家数は34軒。1889年（明治22年）の『邑楽郡町村誌材料』では町域約3町9反（約38,676m2）。

#### 塚場町(つかばちょう)
館林城下の北西端付近に位置し、日光脇往還から太田口門を結ぶ道の両側に開けていた。地名の起源は不詳。
延宝2年（1764年）の「館林城下町図」に町名が見える。『館林記』に残る記録では、板葺萱葺交じりの家が106軒、男260人、女204人、馬24頭であったとされ、当時の館林城下で最大の町であった。弘化3年（1846年）の「町方引渡帳」では、町の長さ596m程度（5町28間余）、家数101軒、その他に町役屋敷・定使無役屋敷が各1軒あった。嘉永元年（1848年）の『館林城下絵図』では、家数は109軒で、うち3軒は御用地であった。1889年（明治22年）の『邑楽郡町村誌材料』では町域約4町7反（約46,609m2）。

#### 木挽町(こびきちょう)
城下町西端にあった職人町で、寛文元年（1661年）、徳川綱吉の館林入部に伴い、城下町が西方に拡張された際に新設された。
延宝2年（1764年）の「館林城下町図」に町名が見える。『館林記』に残る記録では、萱葺家が24軒、男42人、女27人であった。「館林町先規之次第覚書」によると、延宝9年（1771年）には町内に木挽職20軒が居住していた。弘化3年（1846年）の「町方引渡帳」では、町の長さ362m程度（3町19間余）、家数19軒。1889年（明治22年）の『邑楽郡町村誌材料』では町域約4町4反（約43,634m2）。

## 人口
2025年（令和7年）1月31日現在の世帯数と人口は以下の通りである。
| 町丁   | 世帯数  | 人口  |
| ------ | ------- | ----- |
| 西本町 | 364世帯 | 686人 |

## 小・中学校の学区
市立小・中学校に通う場合、学区は以下の通りとなる。
| 番地 | 小学校             | 中学校             |
| ---- | ------------------ | ------------------ |
| 全域 | 館林市立第一小学校 | 館林市立第一中学校 |

## 行政
- 西本町北区ふれあい会館
- 西本町南会館

## 経済
店・企業

| - 龍神酒造 - 足利銀行 館林支店 - 障がい者グループホームあおば - ゆったりデイサービスあしたば - お好み弁当こっぺ - サイトウ写真館 - 中村自動車 - ひょうたんやクリーニング - レインボー理容 - さのや和菓子店 - 山崎肉店 - 清水靴店 - ユニスマイル薬局 館林中央店 - ECCジュニア BS西本町教室 | 飲食 - うなぎ まちだ - 焼き鳥 けいすけ - 甲州屋そば店 - SHIVERS コンビニ |

## 地域

### 健康
医療機関
- 館林医院
- 後藤内科医院

### 相談
- 浅見哲雄税理士事務所
- 浦野隆司法書士事務所

### 施設
記念館
企業博物館
宗教
- 応声寺
- 法泉寺
- 愛宕神社

## 名所・旧跡
- 太田口御門跡
- 青石地蔵板碑
- 館林城鐘

## 交通

### 鉄道
当町に鉄道駅はない。隣接する本町に東武鉄道館林駅がある。

### 道路
町内を北西から東南に群馬県道2号前橋館林線が貫いている。北から群馬県道223号寺岡館林線が、県道2号との交差点で終端する。